# Agua (álbum OT)
Agua es el título del primer álbum de los alumnos de la academia Operación Triunfo 2008, aunque de los 16 concursantes, solamente participan 11 concursantes sin contar con los 5 primeros expulsados (Ros, Paula, Rubén, Tania G y Esther) y sin la concursante que abandonó (Patty).

## Información
El álbum "Agua" consta de una canción compuesta por uno de los concursantes, Pablo López Jiménez, titulada también "Agua"; 2 versiones de canciones muy conocidas: "Hallelujah" y "Corazón Contento"; otro nuevo tema: "Torre de arena" y 20 canciones seleccionadas de las galas del concurso en las que participan los 11 concursantes.
Las canciones Agua de OT 2008; y Sólo por ti de la valenciana Noelia Cano llegaron al número uno de la lista EñE singles chart. La canción Corazón contento llegó al 4 de la misma lista. Y Anabel Dueñas alcanzó el 2 con su Punto de partida.

## Cantantes
| - Reke - Tania Sánchez - Anabel Dueñas - Noelia Cano - Iván Santos - Miriam Segura | - Chipper Cooke - Sandra Criado - Pablo López - Manu Castellano - Virginia Maestro |

## Lista de canciones
| Canciones: 1. Agua 2. Bad Day 3. Mejor Decir Adiós 4. Let Me Entertain You 5. Punto de Partida 6. Hallelujah 7. Macarthur Park 8. Mi Niña Lola 9. Dead Ringer for Love 10. Torre de Arena 11. My Baby Just Cares For Me 12. La Fuerza de Mi Corazón 13. Instant Replay 14. The Greatest Love of All 15. Amor Gitano 16. A Song For You 17. I'll Stand By You 18. Y Qué Pequeña Soy Yo 19. With a Little Help From My Friends 20. Quiéreme Tal Como Soy 21. Let The River Run 22. No Sé Si Es Amor 23. Estoy 24. Corazón Contento | Interpretada por: - Operación Triunfo 2008 - Pablo y Manu - Mimi y Chipper - Iván y Reke - Anabel - Operación Triunfo 2008 - Noelia - Tania S y Pablo - Sandra y Chipper - Operación Triunfo 2008 - Virginia - Iván y Noelia - Pablo - Reke - Manu y Anabel - Chipper - Mimi y Virginia - Tania S - Iván y Pablo - Manu - Sandra - Mimi - Iván - Operación Triunfo 2008 |